# Lilla Korpenhov och Stora Korpenhov

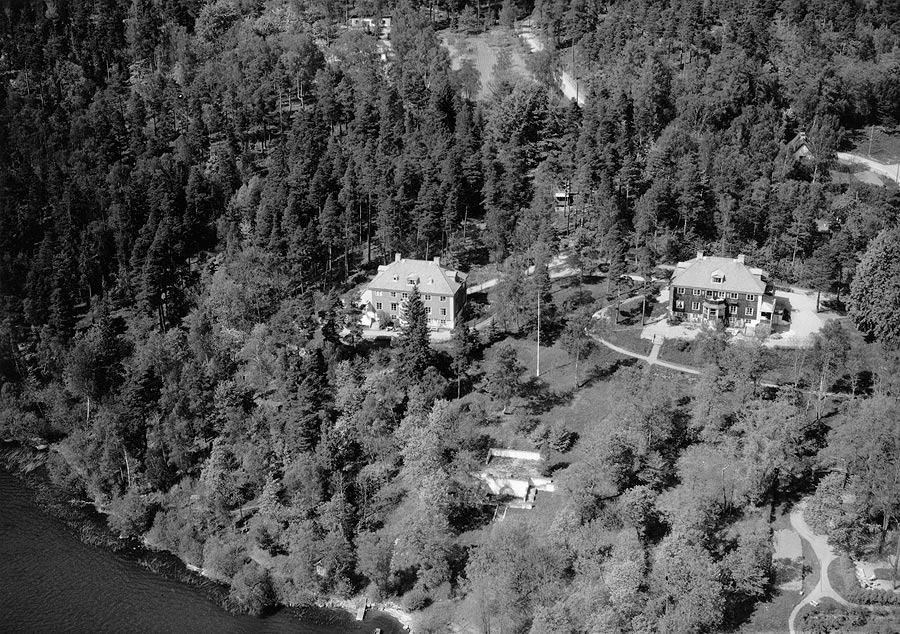
Vårbackahemmet (Lilla Korpenhov) 1955.

Korpenhov (stavas även Korpenhof) var ursprungligen två byggnader från 1800-talets början belägna vid dagens Vårbacka i Vårby gård, Huddinge kommun. Lilla Korpenhov (även känt under  Vårbackahemmet och Narcononvillan) kallas två äldre bostadshus. Husen uppfördes omkring 1930 och nyttjades av bland annat Vårbackahemmet och Narconon i Huddinge. Lilla Korpenhov är den enda bebyggelsen som finns kvar från godset Vårby gårds tid.

## Historikens Korpenhof

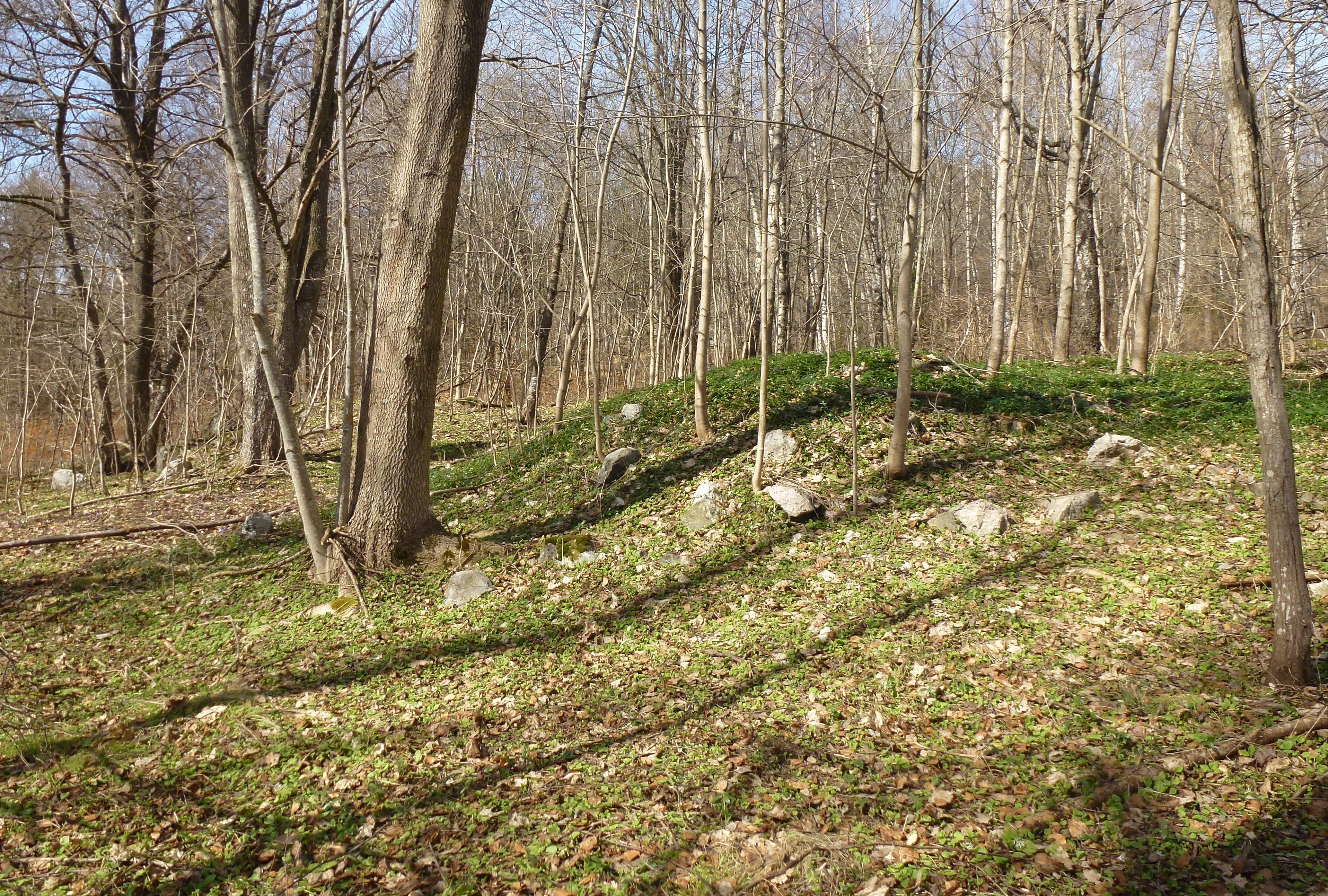
Lämningar efter Stora Korpenhov, 2013.

Ursprungligen avsåg Stora- och Lilla Korpenhov byggnader som bland annat redovisas på Huddinge Härardskarta från 1901. Stora Korpenhov låg i sluttningen nedanför Korpberget och Lilla Korpenhov cirka 150 meter därifrån, närmare Mälarens strand. Stora Korpenhov tillkom sannolikt under 1800-talets första hälft. Namnet är en sentida konstruktion och antas ha tillkommit under 1800-talets senare hälft. Lägenheten finns upptagen på en laga skifteskarta upprättad 1842-1846. Av allt att döma var det Korpberget som gav bebyggelsen sitt namn. Stora Korpenhof syns även på Topografiska corpsens karta från 1861. 
I en värdering av godset Vårby gård från år 1867 uppgavs inkomster för uthyrning av lägenheten Korpenhov till 300 riksdaler medan uthyrning av Nya Korpenhof uppgavs till 200 riksdaler. Troligen är Nya Korpenhof identiskt med Lilla Korpenhof. På en grundkarta från 1908 redovisas enbart Stora Korpenhov som en egen fastighet. Men i mitten av 1950-talet användes samma namn även för en större modern villa samt för en äldre tvåvåningsbyggnad. Enligt fornminnesregistret finns idag  lämningar efter Stora Korpenhov inom ett ca 90x70 meter stort område. Vid undersökningen av Stockholms läns museum hösten 2000 var byggnaderna och grunderna i det närmaste helt avschaktade. Kvar återstod bland annat parkvägar, fruktträd och ett flertal husgrundsterrasser.

## Historiska kartor

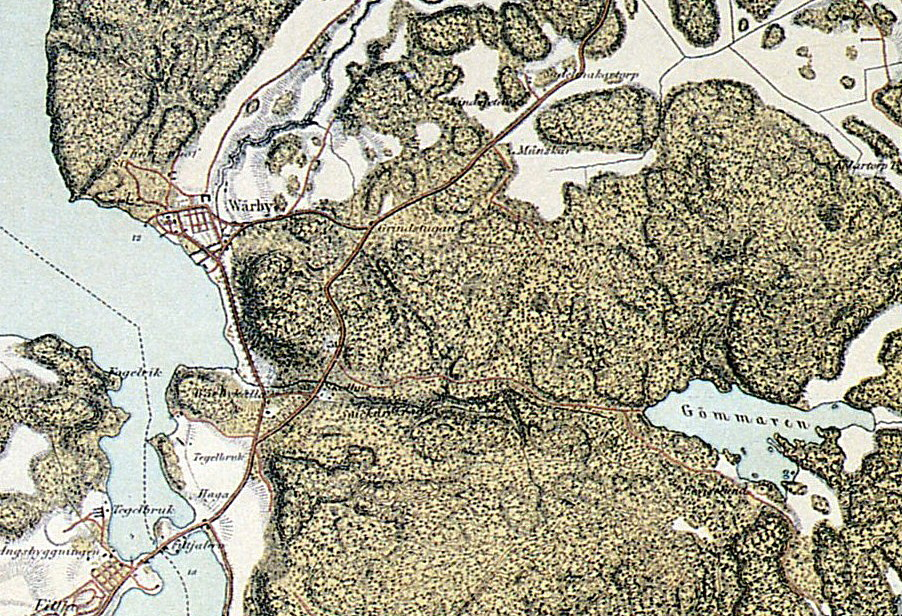
Stora Korpenhof på Topografiska corpsens karta från 1861.
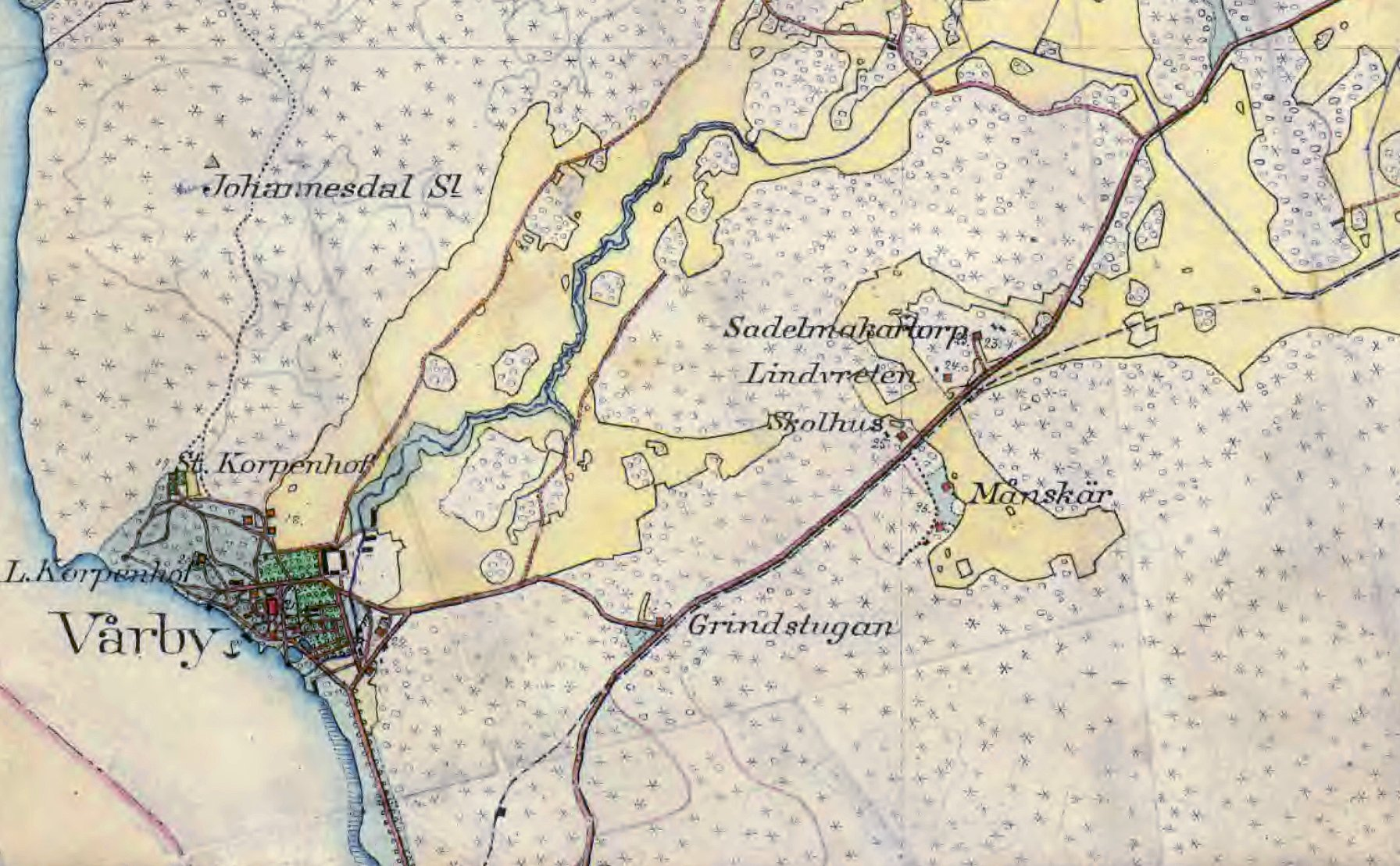
Stora- och Lilla Korpenhov, Huddinge Härardskarta 1901.
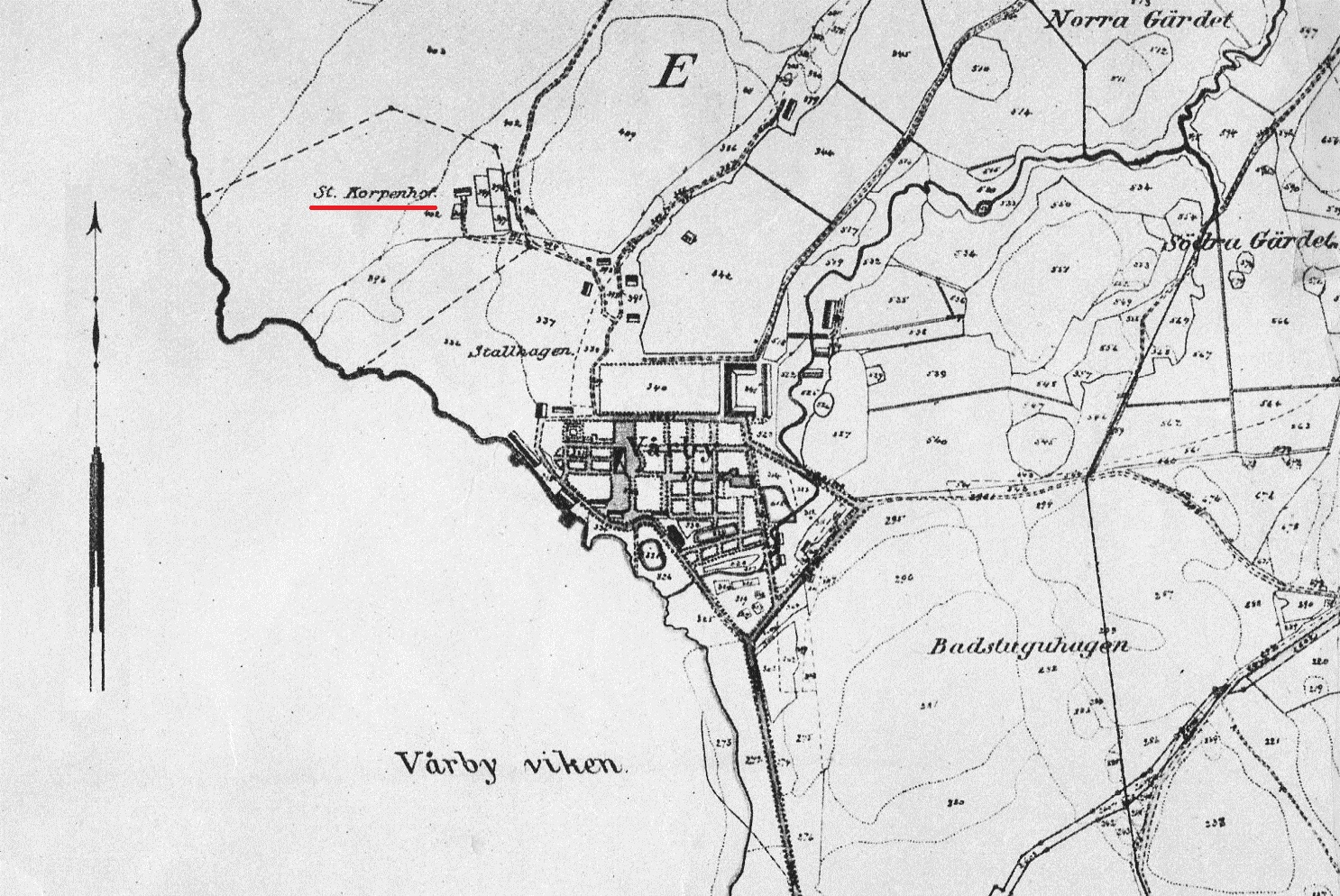
Vårby gård och Stora Korpenhof, Jordbruksavdelningens karta 1908.
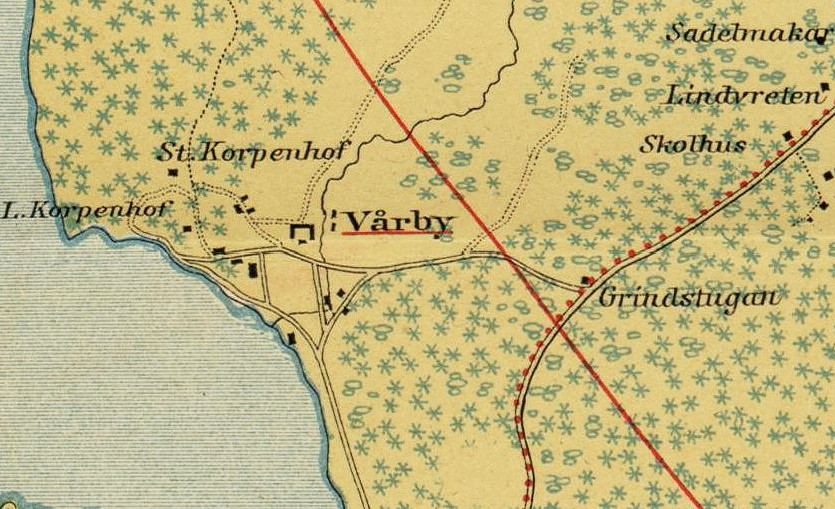
Stora och Lilla Korpenhov på en karta från 1912.

## Dagens Lilla Korpenhov
Nuvarande namn "Lilla Korpenhov" (området "Vårbacka" på Ekonomiska kartan 1951) används för två träbyggnader som uppfördes omkring 1930 på uppdrag av en kamrer Bergqvist. Han lät riva några äldre bostadshus i omgivningen (möjligtvis även den äldre Lilla Korpenhov). I den egna villan flyttade han själv och den andra hyrde han ut till sin hustrus syster. Efter Bergqvists död bodde hans änka kvar i huset. Det var hon som lånade ut pengar till C. Harry Winberg (siste enskilde ägaren till godset Vårby gård) när han 1933 startade en mineralvattenfabrik vid Vårby källa (se även Wårby Bryggerier).
På 1940-talet blev husen mödrahem, Vårbackahemmet, som 1952 ändrades till arbetshem för ”lätt förståndshandikappade kvinnor”. Då var det södra huset brunmålat och det norra gult. I början av 1970-talet flyttade verksamheten till Bredäng och Lilla Korpenhov övertogs av Narconon i Huddinge, som arbetar med rehabilitering av narkomaner. 
Enligt huddingeförfattaren och konstnären Olle Magnusson var det Narconon som såg till att husen fick stå kvar och inte brändes ner som så många andra hus i trakten. I början av 2000-talet flyttade Narcononverksamheten till Krongårdsvägen 3 i Vårby. Därefter har villorna varit i ett mycket dåligt skick. Åren 2010 till 2011 renoverades villorna från grunden. Den ena villan innehåller bostadsrätter medan den andra såldes i sin helhet. Den senare har en bostadsyta av 800 m². Ägaren har för avsikt att bedriva ett vandrarhem med plats för 50 gäster samt trädgårdskafé i huset.

## Bilder
Villorna "Lilla Korpenhov" i april 2012.

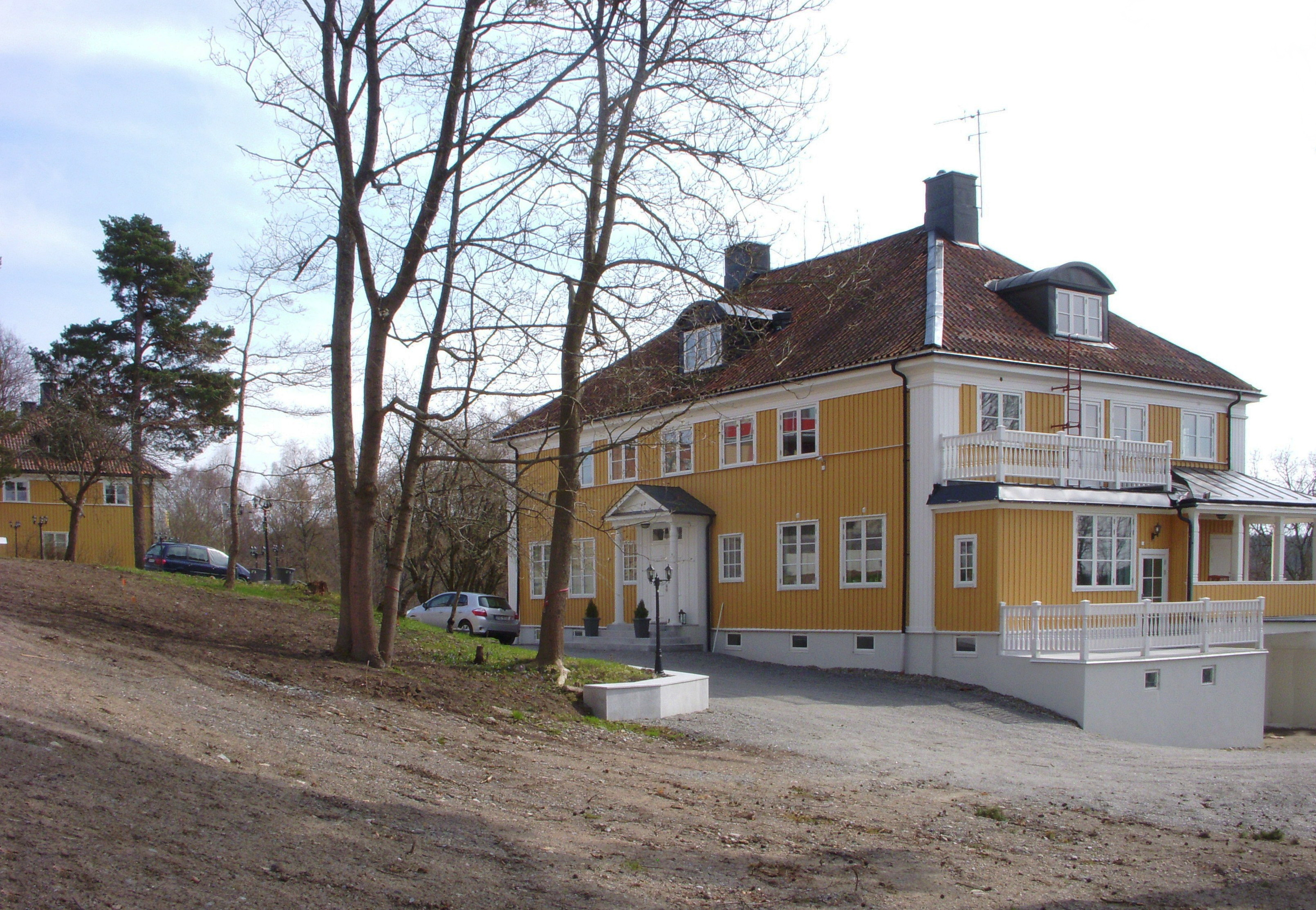
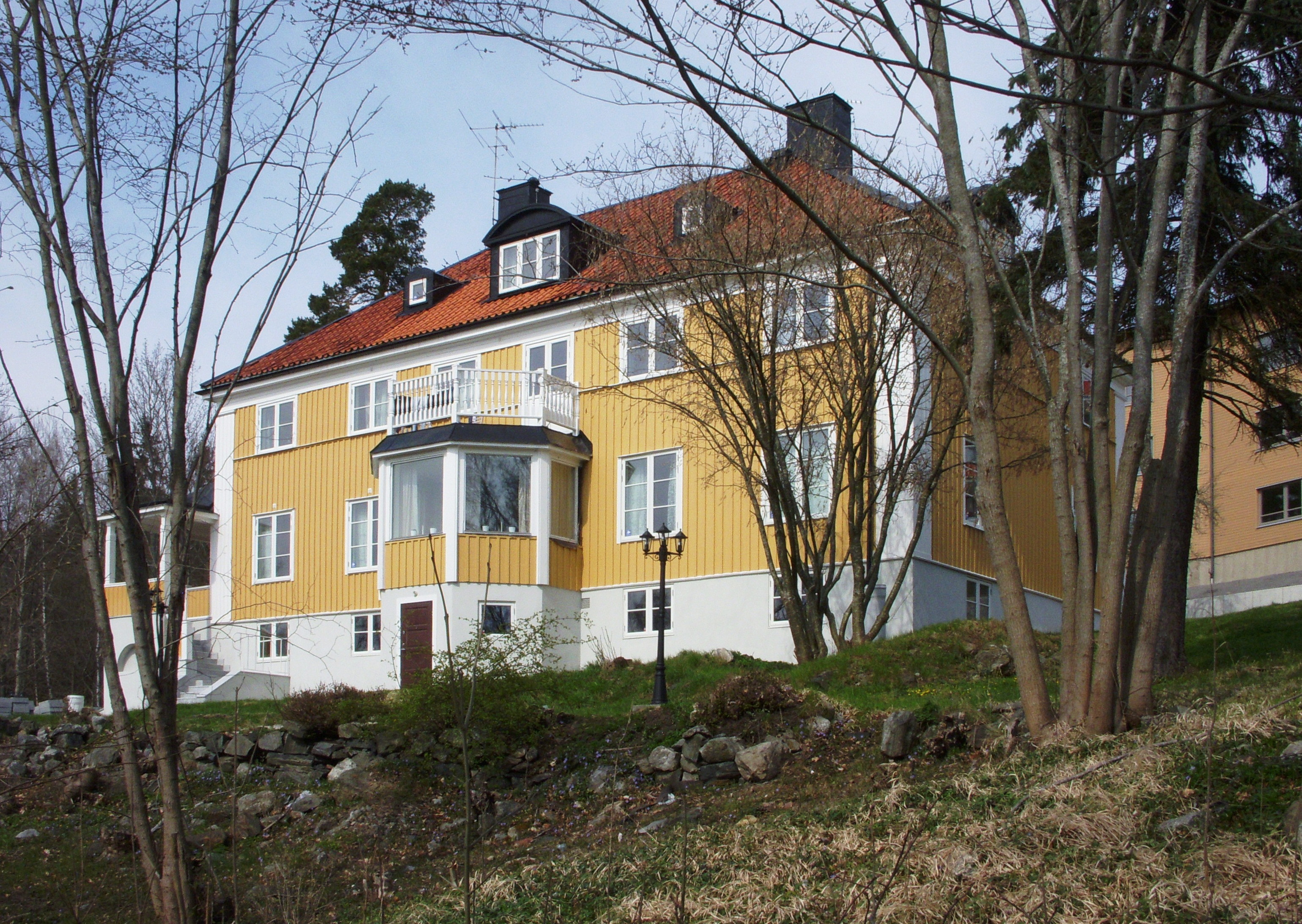
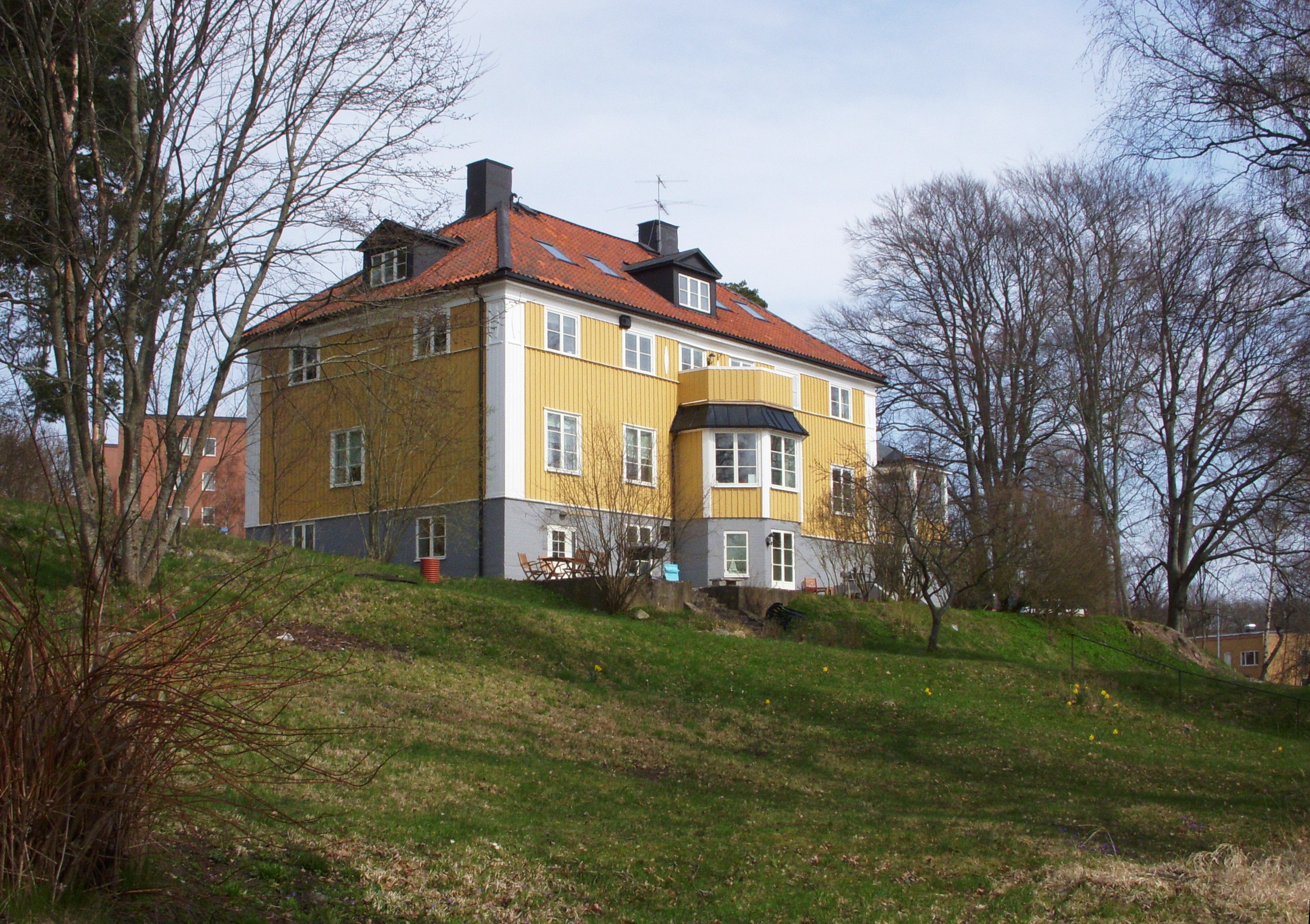
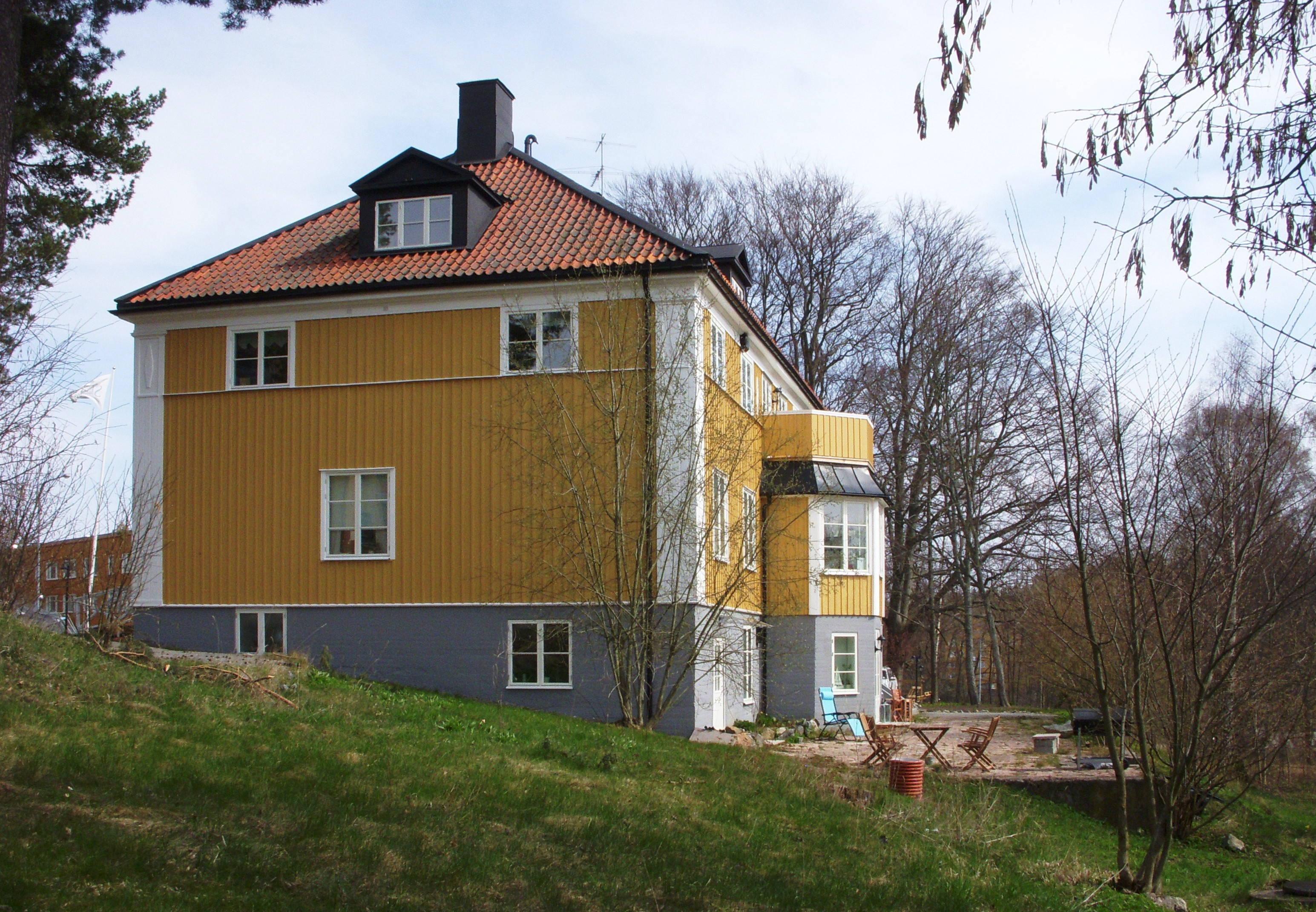